# Giancarlo Bigazzi
Giancarlo Bigazzi, (Florença, 5 de setembro de 1940 – Viareggio, 19 de janeiro de 2012) era um produtor e compositor italiano.

## Biografia
Giancarlo Bigazzi é considerado um dos maiores compositores italianos e autor de músicas de grande sucesso, dentres elas "Eva", gravada originalmente pelo cantor italiano Umberto Tozzi, e que posteriormente recebeu versões em português pela banda Rádio Táxi, na década de 80 e Banda Eva, na década de 90.
Bigazzi faleceu aos 71 anos no hospital de Versilia, na cidade de Viareggio, no norte da Itália, onde estava internado há alguns dias. O motivo de sua morte não foi divulgado.

## Composições de destaque
| Ano  | Título       | Interprete                    |
| ---- | ------------ | ----------------------------- |
| 1979 | Gloria       | Umberto Tozzi, Laura Branigan |
| 1982 | Eva          | Umberto Tozzi,                |
| 1984 | Self Control | Raf, Laura Branigan           |